# Klein Glienicke

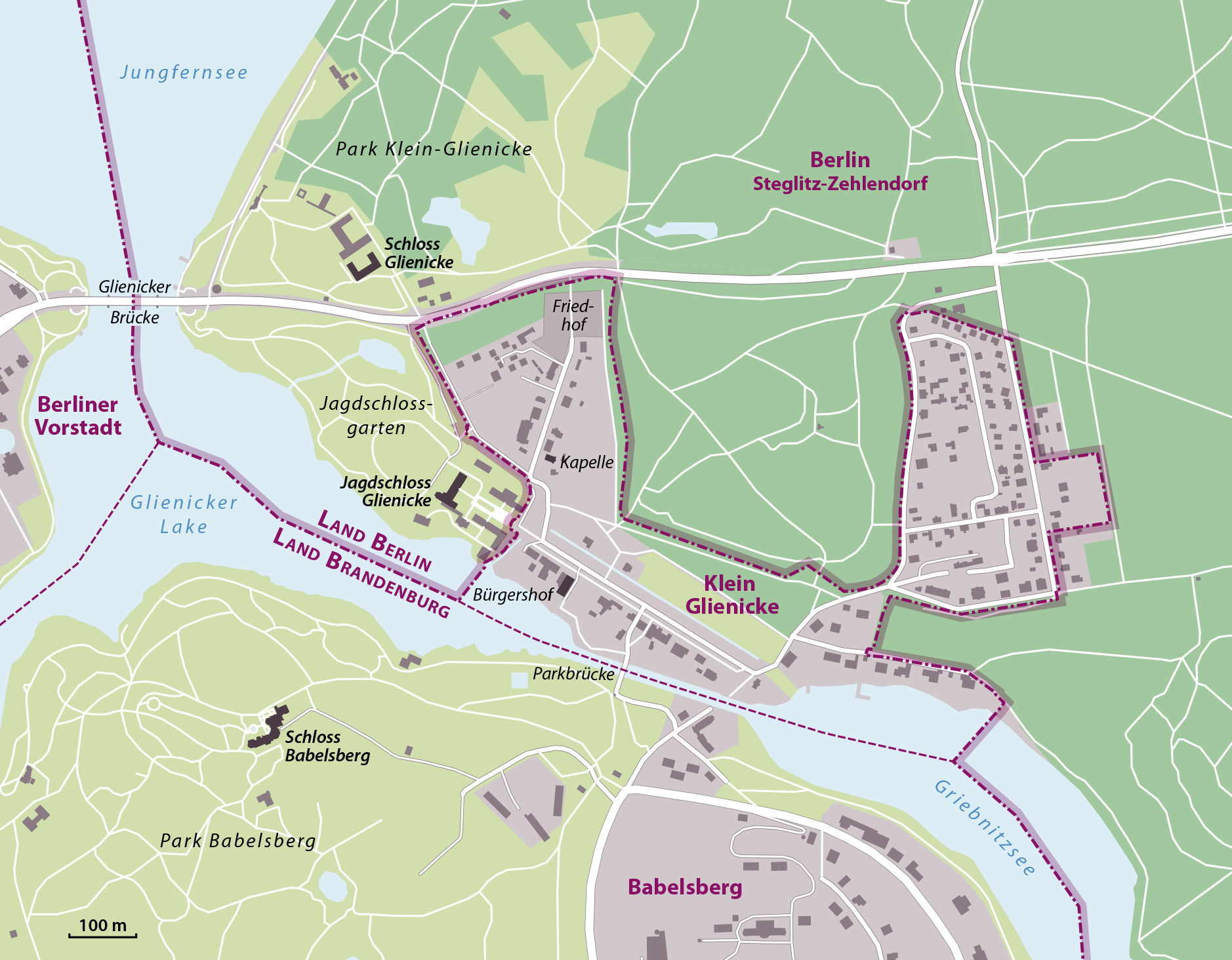
Karte des Stadtteils Klein Glienicke mit Umgebung

Klein Glienicke (alternative Schreibweise: Klein-Glienicke) ist ein Stadtteil von Potsdam, der im frühen 20. Jahrhundert als Bade- und Ausflugsort bekannt wurde. Der Stadtteil hat 585 Einwohner (Stand: 31. Dezember 2019). Während der deutschen Teilung war Klein-Glienicke eine funktionale Exklave und „Sondersicherheitszone“ der DDR und wurde so als „Blinddarm der DDR“ bezeichnet. Teile des Ortes, darunter die bekannten Schweizerhäuser, stehen auf der Liste der geschützten UNESCO-Welterbestätten.

## Lage

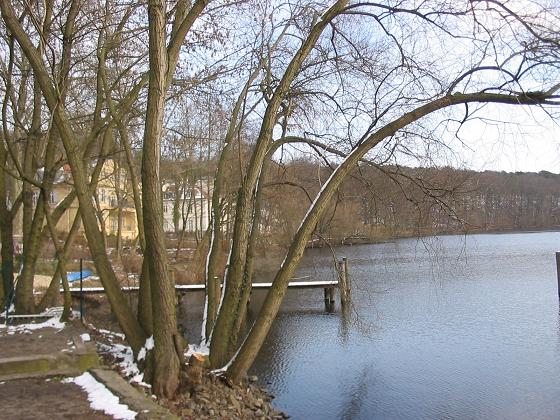
Am Griebnitzsee

Klein Glienicke liegt am Fuß des Wannseer Böttcherbergs zwischen dem Griebnitzsee und der Glienicker Lake, südöstlich der Glienicker Brücke. Dies ist der einzige Teil Potsdams auf der nordöstlichen, Berliner Seite von Teltowkanal und Havel. Mit der Stadt Potsdam ist Klein Glienicke nur noch durch die einspurig befahrbare, ursprünglich für Fußgänger gedachte Parkbrücke über den Teltowkanal zum Stadtteil Babelsberg im Südosten verbunden. Die auch für Fahrzeuge gebaute Enver-Pascha-Brücke wurde 1945 zerstört.
Das ehemalige Dorf ist nicht identisch mit dem angrenzenden ehemaligen Gutsbezirk Klein-Glienicke-Forst, heute bekannt als Park Klein-Glienicke samt dem Jagdschloss Glienicke und dem Schloss Glienicke, der zum Land Berlin gehört.
Klein Glienicke hat eine Fläche von 28 Hektar (0,28 km²). In verschiedenen Medien und Publikationen ist fälschlicherweise von nur drei Hektar die Rede.

## Geschichte

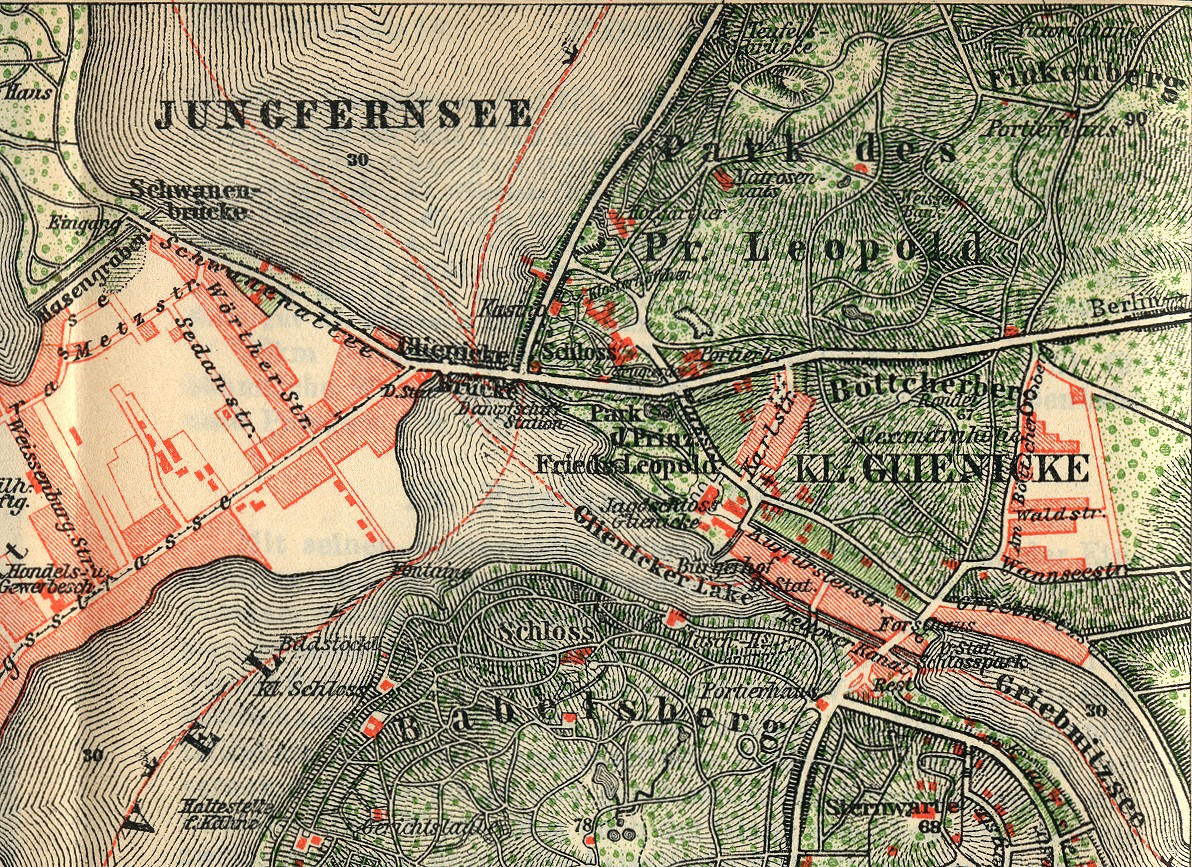
Historische Baedeker-Karte von Klein Glienicke, 1921

### 14.–17. Jahrhundert
Klein Glienicke wurde erstmals 1375 als parva Glinik bzw. Glinick im Landbuch Kaiser Karls IV. erwähnt. Es gehörte um 1375 einem Jakob Mukum (Mukem), der die Ober- und Untergerichtsbarkeit sowie die Abgaben der sieben Hufen erhielt. Es gab weder Kötterhöfe, noch einen Krug. Im Jahr 1435 gelangte ein Drittel des Ortes czu Glineke bis nach 1475 an die Herren von Hake zu Kleinmachnow. Außerdem erhielten sie Hebungen von der Mühle zu Glienicke (1472). Vor 1480 übernahm die Familie Schönow zu Golm das „Dörflein Glieniecke“ mit Mühle, Ober- und Untergericht. 1537 gab es ein Lehnschulzengut sowie eine Mühle. Die Familie Schönow hielt Glienicke bis 1540.
Anschließend war Glienicke bis 1680 im Besitz derer von Schlabrendorf zu Siethen, die es als Lehnschulzengut mit Ackerhof, Schäferei, Mühle und Weinberg betrieben und 1608 zum Rittersitz ausbauten. Vor dem Dreißigjährigen Krieg waren im Ort ein Müller sowie ein Pachtschäfer ansässig – nach dem Krieg war der Ort wüst gefallen („ist kein Bauer und kein Kötter daselbst“). 1680 entstanden die kurfürstlichen Lustgüter mit Baumgarten und Weinbergen sowie einem kleinen Tiergarten. Die Gemarkung war zu dieser Zeit auf 14 Hufen angewachsen. Das Amt Potsdam übernahm 1683 die Ober- und Untergerichtsbarkeit, das kurfürstliche Lusthaus, die Weinberge sowie die Wassermühle und drei Hausleute.

### 18. Jahrhundert
Im Jahr 1700 bestanden das kurfürstliche Lusthaus „nebst Garten und anderen Gebäuden“. Es gab ein Pomeranzen-Haus, ein Brückenhaus sowie ein langes Haus mit vier Unterkünften für Hausleute. Der Baumgarten war zu einem Lust- und Obstgarten ausgebaut worden, hinzu kamen zwei große Weinberge, eine Wassermühle, vier kleine Teiche sowie der Griebnitzsee. Bis 1745 entstanden insgesamt 14 Familienhäuser, ein Weinmeisterhaus sowie ein königliches Fischerhaus. 1770 arbeiteten 23 Büdner im Ort; 1773 gab es eine private Wasserwalkmühle.

### 19. Jahrhundert

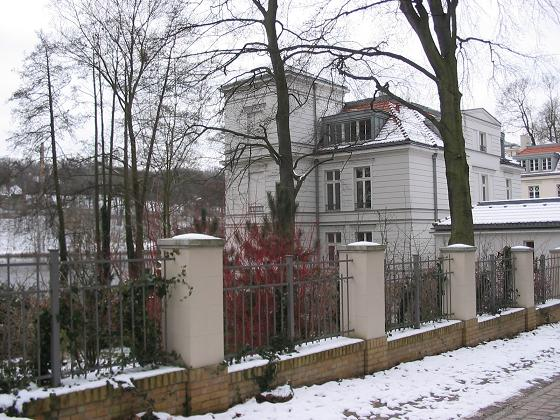
Villen in Klein Glienicke, 2005

1801 waren es bereits 28 Büdner, dazu 14 Einlieger, ein Chaussee-Einnehmer, ein Krug, die Ziegelei, der Kalkofen, eine Wasserwalkmühle sowie eine Papiertapetenfabrik im ehemaligen Jagdschloss. Die Statistik berichtete weiterhin von 38 Feuerstellen (Haushalten). 1840 war Klein Glienicke auf 51 Wohnhäuser angewachsen. Es gab ein Zivilwaisenhaus und im Ort wurde Seide produziert. 1858 zählte die Statistik zahlreiche weitere Gewerke. Es gab beispielsweise drei Schuhmachermeister und einen Gesellen, sieben Zimmergesellen mit drei Lehrlingen, einen Steinmetzmeister mit einem Gesellen, einen Viktualienhändler sowie vier Schiffseigentümer mit zehn Schiffen, aber auch 15 Arme. Zu Klein Glienicke zählte dabei auch das 1844 entstandene „Gut Türkshof“, benannt nach dem Regierungs- und Schulrat Wilhelm von Türk.
Ab den 1870er Jahren entstand in dem südlich der Bäke gelegenen Teil der Gemeinde Klein Glienicke die Villenkolonie Neubabelsberg.

### Frühes 20. Jahrhundert
Im Jahr 1900 war der Bestand an Gebäuden auf 137 Häuser im Dorf sowie acht Gebäude des Schlosses angewachsen. Der Anfang des 20. Jahrhunderts im Rahmen des Teltowkanals angelegte Durchstich zwischen Griebnitzsee und Glienicker Lake trennte die Gemeinde Klein Glienicke in einen nördlichen Teil (mit dem ursprünglichen Ortskern) und einen südlichen mit der Villenkolonie. Der Gutsbezirk Klein-Glienicke – samt Schloss, Park und Jagdschloss – ging mit dem Groß-Berlin-Gesetz 1920 im Berliner Bezirk Zehlendorf auf. Die Gemeinde Klein Glienicke verblieb hingegen, auch mit ihrem nördlich des Teltowkanals gelegenen Ortskern, im Kreis Teltow. Der südlich des Kanals liegende Gemeindeteil mit der Villenkolonie wurde 1925 als Neubabelsberg ausgegliedert.

### Zeit des Nationalsozialismus
In der Griebnitzstraße in Klein Glienicke wohnte zu Beginn der Zeit des Nationalsozialismus Kurt von Schleicher, der letzte Reichskanzler vor Adolf Hitler. Am 30. Juni 1934 wurde er mit seiner Frau im Auftrag der nationalsozialistischen Regierung in seiner Villa erschossen. Während der NS-Zeit mussten jüdische Besitzer ihre Häuser auch in Klein Glienicke zwangsverkaufen. Die UFA-Schauspielerin Lilian Harvey, die ebenfalls in der Griebnitzstraße wohnte, wurde von der Gestapo beobachtet, weil sie Kollegen und Angestellten zur Flucht verholfen haben sollte. 1939 emigrierte sie schließlich.
Die Gemeinde Neubabelsberg wurde am 1. April 1938 in die Stadt Nowawes eingegliedert, die gleichzeitig in Babelsberg umbenannt wurde. Babelsberg wiederum wurde am 1. April 1939 in die Stadt Potsdam eingemeindet.
Zu Ende des Zweiten Weltkriegs wurden einige Häuser von der sowjetischen Besatzungsarmee beschlagnahmt. Während der Potsdamer Konferenz im Juli/August 1945 mussten alle Bewohner den Ort verlassen.

### Deutsche Teilung

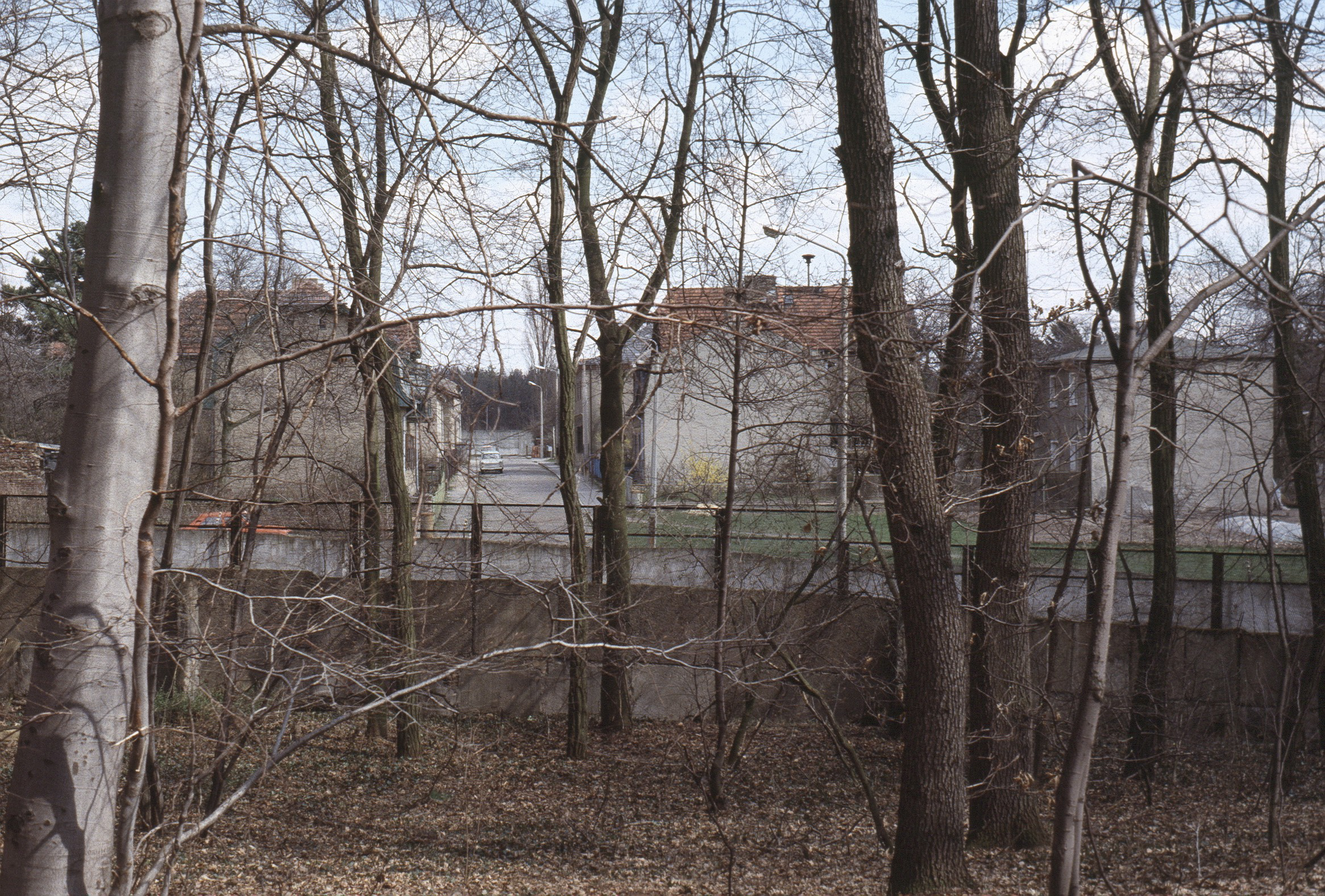
Grenzanlagen an beiden Enden der Tannenstraße (vom Böttcherberg in West-Berlin aus gesehen), 1988

In der Zeit der deutschen Teilung gehörte Klein Glienicke zur DDR, ragte als „Sondersicherheitszone“ in den West-Berliner Bezirk Zehlendorf hinein und war ab 1961 von der Berliner Mauer umgeben.
An der engsten Stelle war Klein Glienicke von Grenze zu Grenze nur 15 Meter breit. Der Ort wurde deshalb auch „Blinddarm der DDR“ genannt. Wie für DDR-Sperrzonen üblich, bekamen nur die damals rund 500 Bewohner sowie Inhaber eines Passierscheins Zugang in den Ort. Dennoch gelangen zahlreiche Fluchten aus der DDR, meist mit Leitern über die Mauer, weshalb alle Leitern unter Androhung einer Geldstrafe angeschlossen werden mussten.
Im Jahr 1973 fand durch einen 19 Meter langen gegrabenen Tunnel in Klein Glienicke die letzte erfolgreiche Tunnelflucht der DDR statt. Bei einem anderen Fluchtversuch im Ort starb Horst Körner, der zuvor den Grenzsoldaten Rolf Henniger erschossen hatte.
Um die Grenze besser sichern zu können, wurden viele Häuser, die direkt am Grenzverlauf standen, abgerissen, darunter auch einige der sogenannten Schweizerhäuser und die stattliche Weiße Villa von 1874 an der Königstraße, das letzte große Gebäude der Hohenzollern in Glienicke.
Wegen der Lage Klein Glienickes im Grenzgebiet zogen viele Familien fort. Im Rahmen der staatlichen „Wohnraumlenkung“ wurden systemtreue Personen anstelle weggezogener und verstorbener Bewohner nach Klein Glienicke umgesiedelt.
Bis 1971 gab es im westlichen Teil von Klein Glienicke drei winzige, unbewohnte West-Berliner Exklaven.

### Seit der Wende

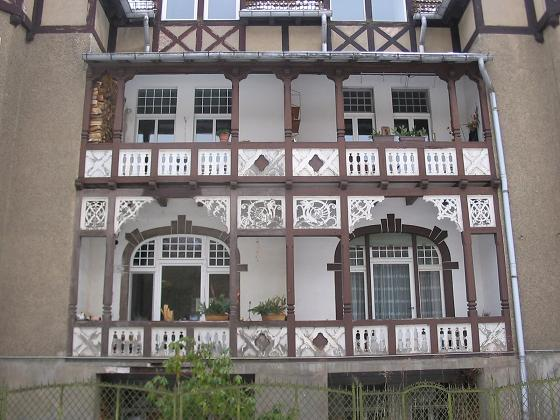
Alte Hausfassade, 2005

Nach der politischen Wende und der deutschen Wiedervereinigung veränderte sich die Bevölkerungsstruktur in Klein Glienicke erneut. Häuser, die während der Zeit des Nationalsozialismus zwangsverkauft oder unter sowjetischer Besatzung enteignet worden waren, wurden rückübertragen.
Zudem wurden im Rahmen des sogenannten „Modrow-Gesetzes“ (DDR-Verkaufsgesetz vom 7. März 1990) zahlreiche in der DDR als „volkseigen“ geltende Grundstücke mit Ein- und Zweifamilienhäusern zu sehr niedrigen Preisen an ihre Bewohner verkauft. In Klein Glienicke lag der Preis bei nur fünf DDR-Mark pro Quadratmeter, etwa einem Hundertstel der damaligen DM-Preise im benachbarten West-Berliner Ortsteil Wannsee. Kreditbeträge von bis zu 90 Prozent des Kaufpreises halbierten sich mit Inkrafttreten der Währungsunion im Juli 1990. Dem Magazin Spiegel zufolge machten „zumeist linientreue Sozialisten“, darunter Mitarbeiter der Staatssicherheit, leitende Volkspolizisten und Dozenten der als „SED-Kaderschmiede“ bezeichneten Hochschule für Recht und Verwaltung, „jetzt die besten Schnäppchen.“ Auch die Welt schrieb, dass sich vor allem privilegierte DDR-Bürger, die sich Villen in Bestlagen hatten leisten können, jetzt „schnell noch auf der Grundlage des Modrow-Gesetzes die dazugehörigen Grundstücke verschafften. In aller Regel zu Spottpreisen.“ Mit dem Vermögensgesetz von September desselben Jahres wurden diese Käufe allerdings ungültig, falls Alteigentümer Ansprüche geltend machten. Dies bildete die Grundlage für eine Vielzahl von Besitzstreitigkeiten, die teilweise jahrelang dauerten.
Viele Häuser in Klein Glienicke wurden saniert. Nur wenige ehemalige DDR-Bürger konnten sich diese Häuser und Wohnungen noch leisten. Wieder zogen hauptsächlich Auswärtige in den Stadtteil.
Beispielsweise erfuhren die Grundstückspreise in Klein Glienicke im Zeitraum von 2011 bis 2013 die größte Preissteigerung innerhalb Potsdams. Ein Quadratmeter Bauland kostete hier inzwischen 300 Euro.
Nach deutlichem Anstieg nach dem Ende der Deutschen Teilung variiert die Einwohnerzahl in den 2010er Jahren nur noch geringfügig um 550.
Im Jahr 2015 wurde in der Louis-Nathan-Allee an der Stelle eines der früheren Schweizerhäuser ein modernes Schweizerhaus als Mietshaus mit stilgetreu möblierten Wohnungen gebaut.
In Klein Glienicke gibt es weder eine Buslinie noch Einkaufsmöglichkeiten, jedoch sind die Bushaltestellen im Park Babelsberg sowie an der Berliner Königsstraße nur wenige 100 Meter entfernt. Die Journalistin Steffi Pyanoe berichtete 2016 von einem Bewohner, der zum Einkaufen in einem anderen Teil der Stadt manchmal mit seinem Segelboot fuhr.

## Verkehr
Nördlich von Klein Glienicke verläuft – bereits auf Berliner Stadtgebiet – die Bundesstraße 1, die eine Verbindung zwischen der Potsdamer Innenstadt und Berlin-Wannsee herstellt.
An den öffentlichen Personennahverkehr ist Klein Glienicke nicht direkt angebunden. Auf der Bundesstraße 1 verlaufen zwei Berliner Buslinien, darunter eine Nachtbuslinie. Sie binden die Berliner Vorstadt an; mit dem Nachtbus ist eine Weiterfahrt bis zum Potsdamer Hauptbahnhof möglich. Auf der gegenüberliegenden Seite des Teltowkanals verkehrt eine Buslinie, die eine Weiterfahrt ins Potsdamer Stadtzentrum ermöglicht.
Der nächstgelegenen Bahnhof ist der Potsdamer S-Bahnhof Babelsberg (Linie S7).
Die nächste Autobahnanschlussstelle liegt in Berlin am Kreuz Zehlendorf (A 115).

## Kultur und Sehenswürdigkeiten
Die Stadt Potsdam weist elf Baudenkmale, je ein steinzeitliches und ein mittelalterliches Bodendenkmal sowie elf städtebaulich bedeutsame Bauwerke im Stadtteil Klein Glienicke aus.
Seit 1990 gehören die Schweizerhäuser als „artifical Swiss Village“ sowie die Kapelle und der Friedhof des Ortes zum Gesamtensemble des UNESCO-Welterbes Berlin-Potsdamer Schlösserlandschaft. Im Jahr 2009 wurde in Klein Glienicke der Welterbetag begangen.

### Schweizerhäuser

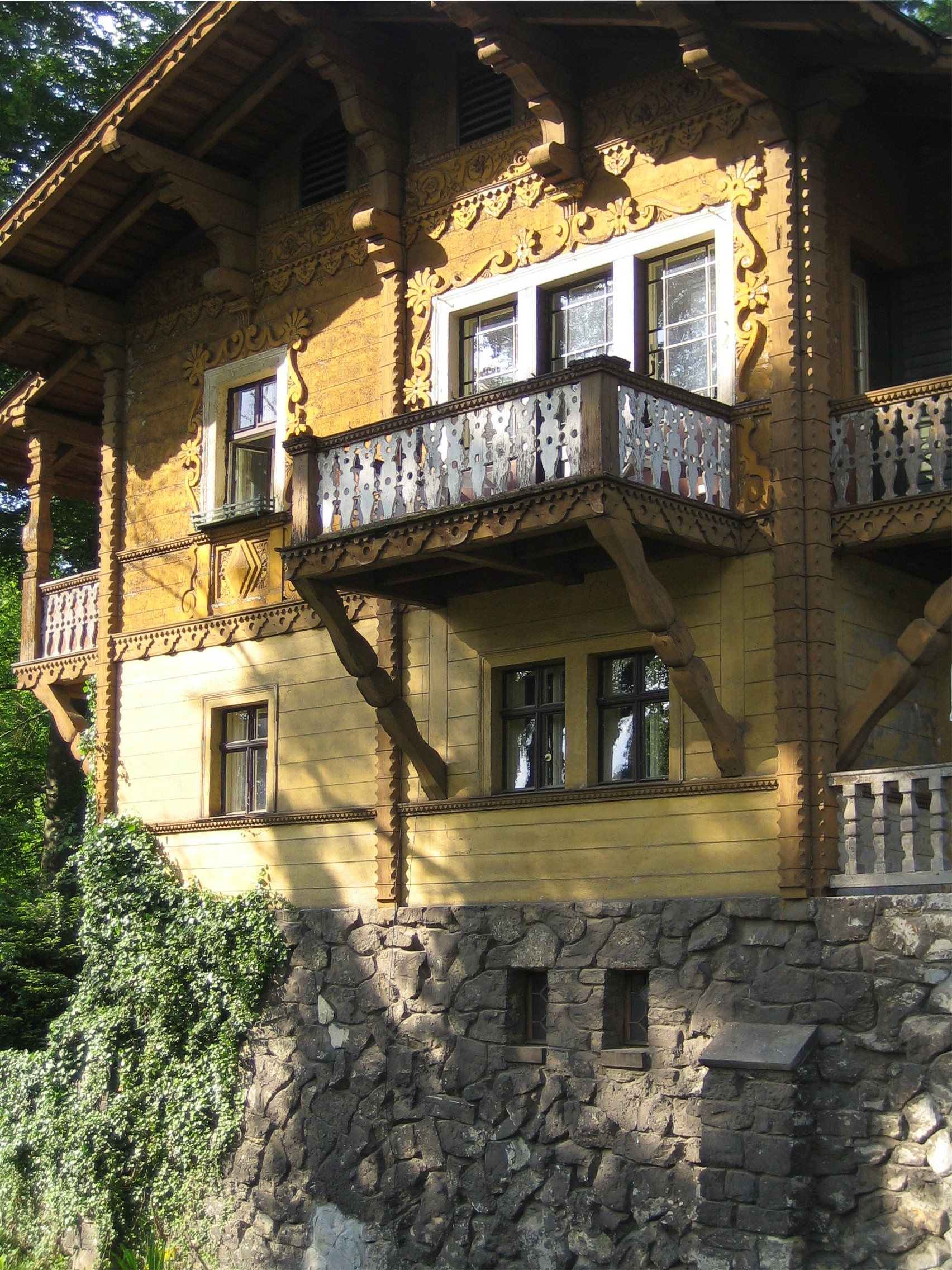
Ein Schweizerhaus in Klein Glienicke

In der Zeit zwischen 1863 und 1887 ließ Carl von Preußen in Klein Glienicke unter dem Architekten Ferdinand von Arnim nach zeitgenössischer Mode zehn Schweizerhäuser im Schweizerstil bauen. Zwei weitere Schweizerhäuser wurden in den Jahren 1873 und 1874 von Carl von Preußens Hofbaumeister Ernst Petzholtz und dem Zimmermeister Ludwig Heck gebaut. Sechs Schweizerhäuser wurden 1961 als Maßnahme zur DDR-Grenzsicherung abgerissen. Es waren die Häuser in der Parkstraße (heute: Louis-Nathan-Allee) Nummer 3, 8 und 9 sowie eine Reithalle und ein Schweizerstall. Auf den erhaltenen Grundmauern von Nummer 9 wurde bis 2015 ein Neubau in gleicher Kubatur, aber mit vereinfachter Fassade wiederaufgebaut. Auch andere Häuser wurden enteignet und abgerissen.
Alle verbliebenen Schweizerhäuser stehen unter Denkmalschutz.

### Bürgershof
Ein im Jahr 1873 gebautes und in Richtung des Babelsberger Parks gelegenes Hotel und Gartenlokal, der Bürgershof, soll um 1900 zu den größten Gartenlokalen Europas gezählt haben; fast 100 Kellner sollen an Wochenenden dort gearbeitet haben. Das im Zweiten Weltkrieg durch alliierte Luftangriffe bombenbeschädigte Hauptgebäude wurde nach dem Bau der Berliner Mauer zunächst geschlossen, weil es im Grenzgebiet lag. 1971 ließ das dem Ministerium für Staatssicherheit unterstehende Autobahnkombinat das Hauptgebäude abreißen und das Gelände zu einem Teil der Grenzsicherungsanlage umwandeln. Erhalten blieb die ehemalige Stehbierhalle (während der DDR-Zeit als „Wohngebietsklub“ genutzt). Nach der politischen Wende ging der Besitz zunächst an die Stadt Potsdam über. Nach jahrelangem Rechtsstreit um eine Rückgabe an die ehemaligen Eigentümer, kauften diese das Grundstück im Jahr 2002 gemäß dem Mauergrundstücksgesetz zurück. Im Bürgershof war von 2004 bis 2018 wieder eine Gastwirtschaft mit Biergarten und 600 Sitzplätzen untergebracht. Ein Laternenmast der ehemaligen Grenzanlage steht noch im Garten. Nach der Hotel und Restaurant Bürgershof GmbH mit Sitz in Berlin hat ein neuer Eigentümer den Bürgershof übernommen und die alte marode Stehbierhalle abgerissen. Der straßenseitige Teil des Bürgershofes wurde 2020 als Wohnhaus mit Einliegerwohnungen wiederaufgebaut.

### Friedhof

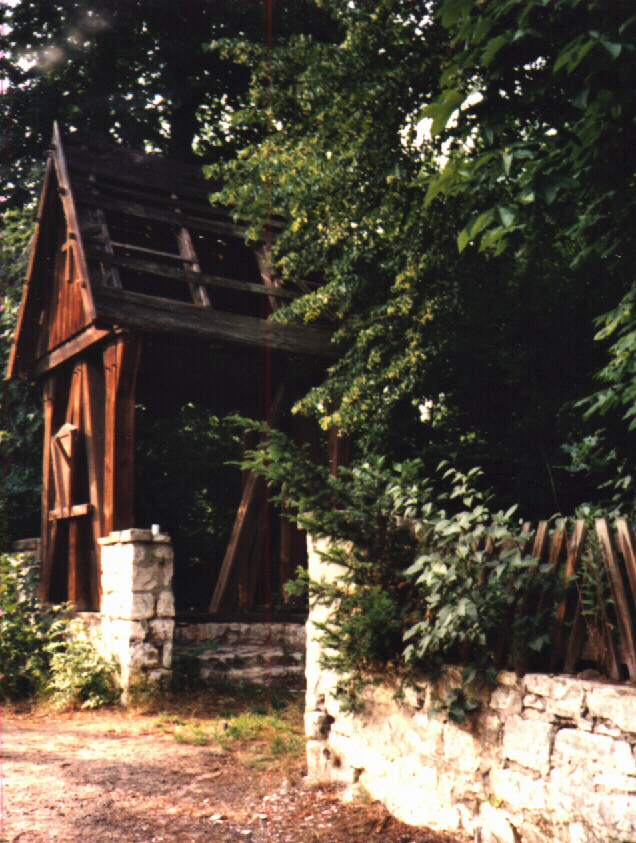
Eingang zum Friedhof

Im westlichen Teil Klein Glienickes liegt an der Wilhelm-Leuschner-Straße der 1781 angelegte Alte Friedhof. Das Gelände mit zwei Preußischen Morgen war eine Schenkung von Friedrich II.
Die erste christliche Bestattung wurde im gleichen Jahr am 24. Oktober durchgeführt. Eine Aufwertung des Friedhofs erfolgte 1826 durch die von Prinz Carl veranlasste Einfriedung mit einer kunstvollen roten Klinkermauer. Bekannte Personen aus Klein Glienicke und Neubabelsberg, die hier begraben wurden, sind zum Beispiel der „Preußische Pestalozzi“ Wilhelm von Türk, der Philosoph Alois Riehl, der Kunsthistoriker Friedrich Sarre und der Verleger Hans-Dietrich Müller-Grote, in dessen Haus der US-Präsident Harry S. Truman 1945 während der Potsdamer Konferenz wohnte.
Die DDR-Grenzanlage wurde über Gräber hinweg gebaut. Wegen seiner Lage wurde der Friedhof wenig genutzt und verfiel. Seit 2000 sammelte der „Freundeskreis Kapelle und Alter Friedhof Klein-Glienicke“ Spenden für den Erhalt des denkmalgeschützten Friedhofs. Auch Mittel der Denkmalpflege wurden für Restaurierungsmaßnahmen zur Verfügung gestellt.
Nachdem während des Zweiten Weltkriegs die Glocke der nahegelegenen Kapelle für Rüstungszwecke eingeschmolzen worden war, wurde die Friedhofsglocke nach dem Krieg in die Kapelle gebracht. Erst im Juli 2014 erhielt der Glockenstuhl auf dem Friedhof eine neue Glocke.

### Kapelle

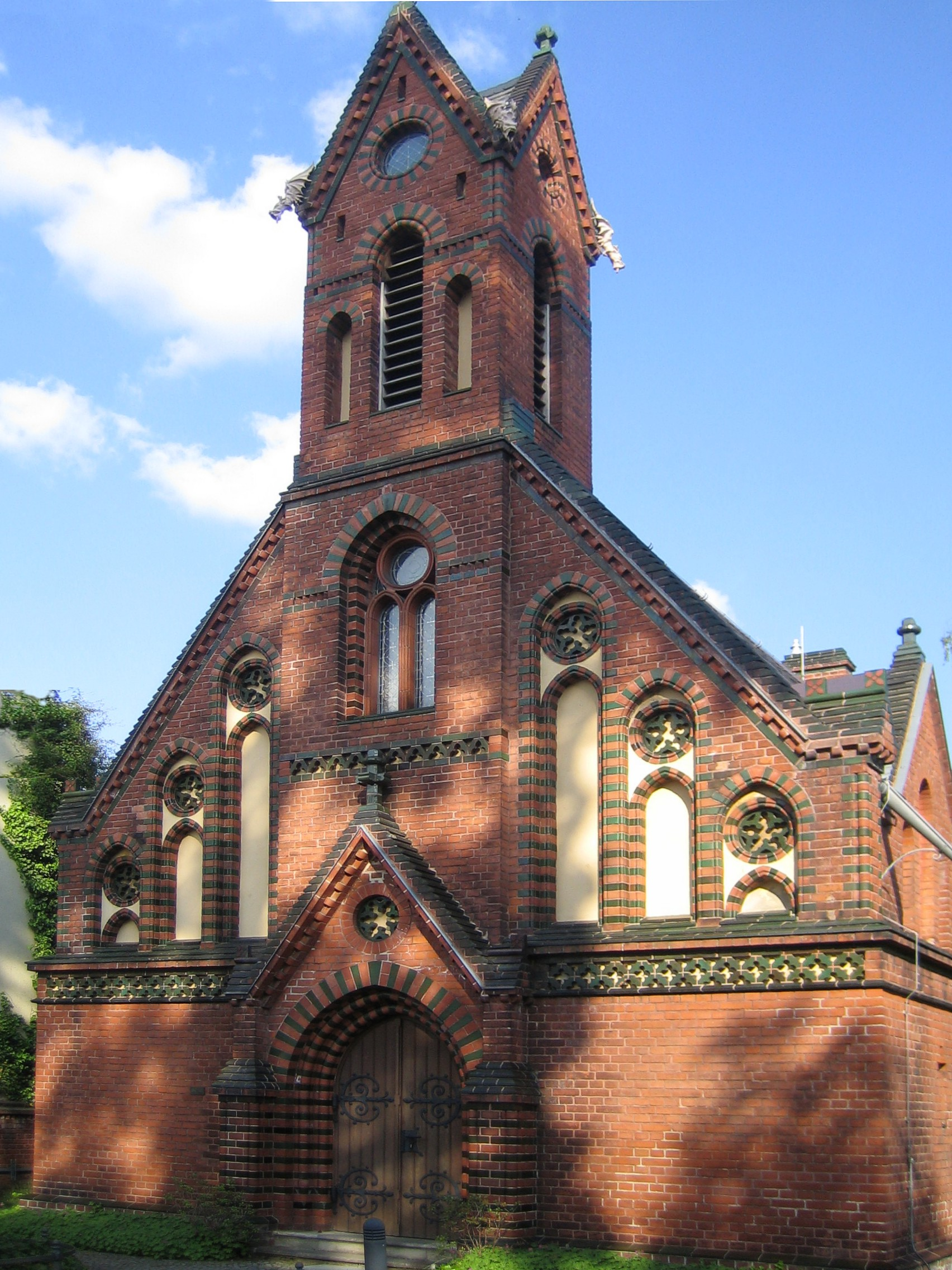
Die Kapelle in Klein Glienicke

Die neugotische Backsteinkapelle von Klein Glienicke ist nur wenige Schritte vom Alten Friedhof entfernt. Gebaut nach Plänen von Reinhold Persius, wurde die Kapelle am Reformationstag im Jahr 1881 eingeweiht. Seitdem die DDR Klein Glienicke zum Sperrgebiet erklärt hatte, verfiel das Gebäude. 1979 wurde die Kapelle geschlossen, nachdem Handwerker die Lage an der Grenze zur Flucht genutzt hatten. Im späten 20. Jahrhundert war sie dem Einsturz nahe.
In den 1990er Jahren wurde die Kapelle aufwendig restauriert und wieder in den Zustand von 1881 versetzt. Die Kosten von rund 2,4 Millionen Mark (kaufkraftbereinigt in heutiger Währung: rund 2 Millionen Euro) wurden zu rund einem Drittel aus Mitteln des Denkmalschutzes gedeckt, ganz überwiegend jedoch aus privaten Spenden, die der gemeinnützige Bauverein Klein-Glienicker Kapelle unter der Leitung des Bauingenieurs Andreas Kitschke einwarb. Zudem richtete Rosemarie Kinne-Zedler aus Münster, die in den 1940er Jahren in der Kapelle getauft worden war, im Jahr 1995 eine Stiftung für die dauerhafte Instandhaltung des Gebäudes ein, die von der Deutschen Stiftung Denkmalschutz treuhändisch verwaltet wird.
Im Jahr 1999 erhielt die Kapelle – ermöglicht durch Finanzierung eines Berliner Ehepaars – eine neue, von der Firma Schuke gebaute Orgel. In der Kapelle finden jeden ersten Sonntag im Monat kostenlose Konzerte statt.

### Havelschlösschen
Das 1906 eröffnete „Havelschlösschen“ war ehemals eines von fünf Ausflugslokalen im Ort. Es wurde nach der deutschen Wiedervereinigung saniert und dient heute als Kammermusiksaal, der etwa 40 Personen Platz bietet und in dem regelmäßig Konzerte stattfinden.

## Ausstellungen und Filme
Klein Glienicke diente von 1998 bis 2007 als Außenkulisse des fiktiven Filmdorfs Seelitz in der Kinder- und Jugendserie Schloss Einstein.
Im Jahr 2007 wurde eine erste Ausstellung über Klein Glienicke von der damaligen Leiterin der Potsdamer Außenstelle der Behörde des Bundesbeauftragten für die Unterlagen des Staatssicherheitsdienstes der ehemaligen Deutschen Demokratischen Republik organisiert.
Der Ort war im Jahr 2011 Gegenstand der Ausstellung „Hinter der Mauer“.
In der Fernsehdokumentation Klein Glienicke – Hinter der Mauer zeigte das rbb Fernsehen im Jahr 2012 die DDR-Geschichte Klein-Glienickes.

„In Klein-Glienicke fokussiert sich wie in einem Brennglas das deutsche 20. Jahrhundert: vom mondänen Leben der Oberschicht und kleinbürgerlichem Ausflugsbetrieb über die Gewalt gegen politisch Andersdenkende sowie jüdische Mitbürger, den Wahnsinn der Mauer bis hin zu den Turbulenzen, die mit der Rückübertragung von Immobilien nach 1990 verbunden waren.“

## Persönlichkeiten des Ortes
- Harry Maitey lebte mit seiner Frau Dorothea Charlotte von 1833 bis zu seinem Tod im Jahr 1872 in Klein Glienicke, wurde allerdings auf dem Friedhof Nikolskoe bestattet.
- Walter Kienitz (1910–1990), deutscher Brigadegeneral der Luftwaffe und Unterabteilungsleiter im Bundesnachrichtendienst, wurde in Klein Glienicke geboren.